# Mirlitony

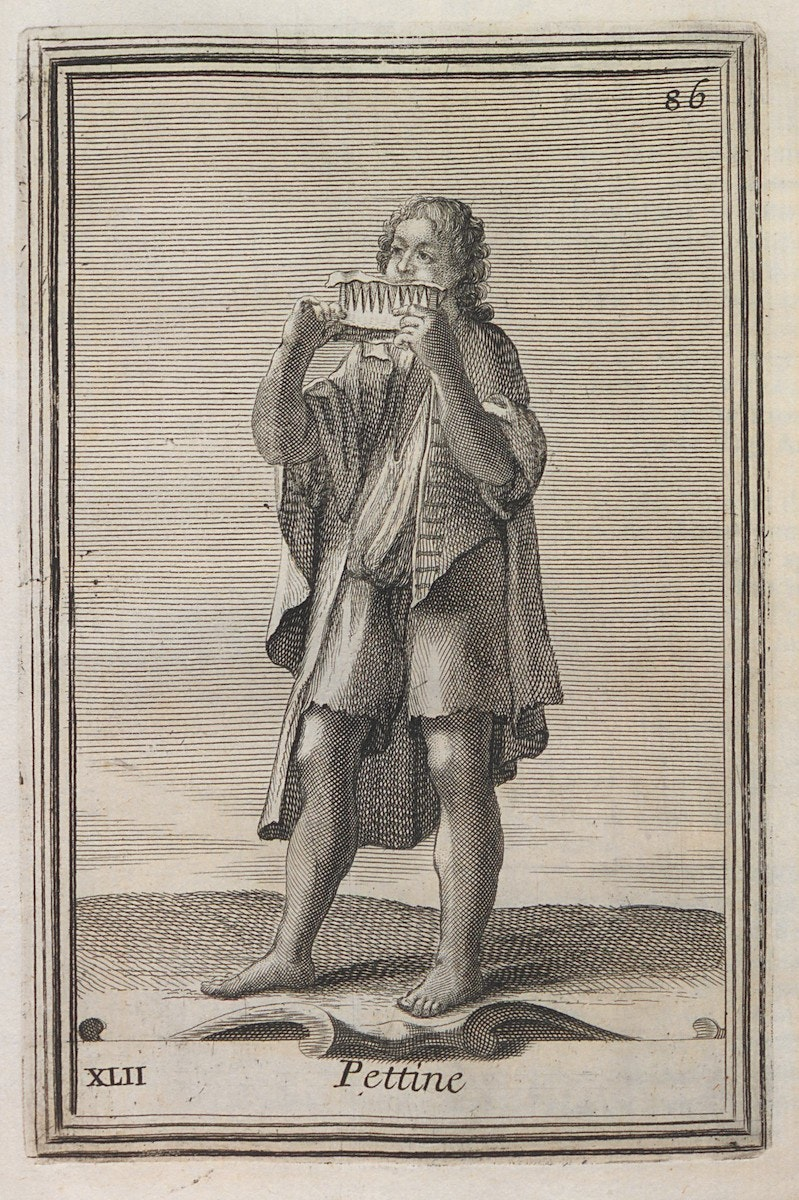
Mężczyzna grający na grzebieniu z bibułką – ilustracja z Gabinetto armonico pieno d'istromenti sonori indicati e spiegati (1722) Filippa Bonanniego

Mirlitony – w klasyfikacji naukowej podgrupa instrumentów muzycznych z grupy membranofonów. W mirlitonach, jak we wszystkich membranofonach, podstawowym źródłem dźwięków (wibratorem) jest membrana. Jej drgania pobudzane są zadęciem lub falą akustyczną wywołaną śpiewem, nuceniem, wokalizowaniem lub mówieniem. W klasyfikacji praktycznej mirlitony są instrumentami dętymi. Przykładowymi mirlitonami są kazoo, flet eunucha i grzebień z bibułką.
W oryginalnym tekście rewizji klasyfikacji Hornbostela-Sachsa, mirlitony nazwane są „śpiewającymi membranami” (ang. singing membranes). „Kazoo” jest terminem alternatywnym, który w innym znaczeniu określa konkretny instrument – rurkę z umocowaną w niej lub na jej kanale bocznym membraną.
Termin „mirliton” w znaczeniu membranofonu po raz pierwszy pojawił się w 1752 we francuskim słowniku Dictionnaire de Trévoux. Instrumenty odpowiadające współczesnej definicji mirlitonów znane były już w starożytności, wykorzystywane były m.in. w maskach przez aktorów starogreckiego teatru. Podobne maski ze zniekształcającą głos membraną używane były aż do XX wieku przez plemiona zamieszkujące południowe obszary Nigerii. W muzyce rozrywkowej mirlitony wykorzystywane były m.in. w wodewilu i w jazzie.
Współcześnie w Europie najpopularniejszym mirlitonem jest zabawka kazoo.

## Podział, budowa i zasada działania

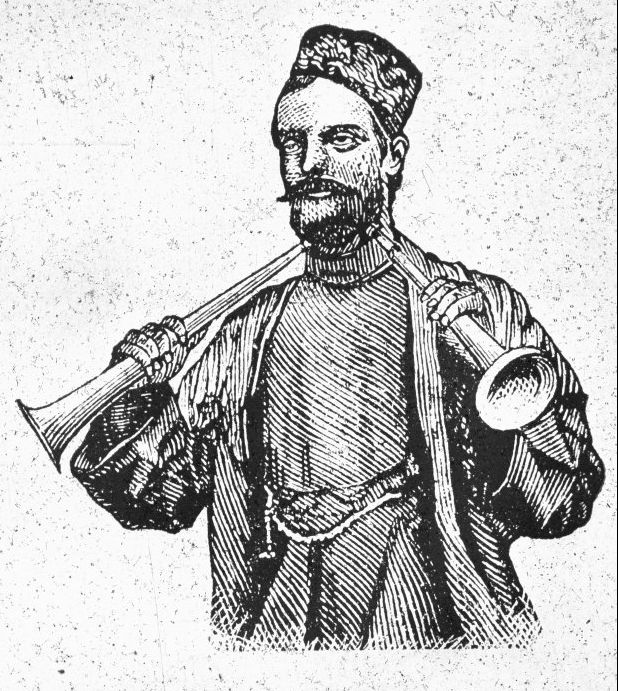
Mężczyzna grający na nyâstarandze

Mirlitony dzielą się na wolne i rurowe lub naczyniowe. Ich główny element – membrana – przejmuje i wzmacnia drgania fali głosowej instrumentalisty oraz modyfikuje barwę głosu, zniekształcając ją i nadając nosowego brzmienia. Membrana, którą zawsze jest delikatna i luźno osadzona błona, może być wykonana ze zwierzęcego pęcherza, z bibułki, papieru, celofanu, folii, kokonów jajowych pająków, błony lotnej skrzydeł nietoperzy, ze skórki roślinnej czy z cienko garbowanego jelita zwierzęcego (tzw. goldbeater's skin).
W mirlitonach wolnych strumień powietrza kierowany jest bezpośrednio na membranę, która luźno przylega do przedmiotu w kształcie grzebienia lub perforowanej deseczki (np. grzebień z bibułką) lub luźno osadzona jest w korpusie, jak np. w instrumencie nazwanym przez Filippa Bonanniego trzcinową trąbką (wł. trombetta di canna), a wykonanym ze źdźbła trzciny, z którego zdarto fragment warstwy kory, pozostawiając cienką i elastyczną błonę.
W mirlitonach rurowych lub naczyniowych strumień powietrza kierowany jest do wnętrza korpusu, obudowy w której osadzona jest membrana. Podczas gry instrument najczęściej trzyma się w ustach lub przy ustach; niektóre instrumenty (np. północnoindyjska trąbka nyâstaranga) przyciska się otwartą stroną do krtani. Korpus mirlitonów otwartych może mieć kształt rurki, rury i naczynia o mniej lub bardziej regularnym kształcie. Może być wykonany z gliny, kartonu, drewna, metalu (np. mosiądzu), trzciny, zwierzęcej kości, ciosu słonia, ze skorupy niektórych owoców (np. tykwy).
Urządzenia działające na zasadzie mirlitonów montowano w innych instrumentach, żeby zmodyfikować ich barwę, m.in. we fletach poprzecznych produkowanych od 1820 przez londyńską firmę Wigley & McGregor, w sudrofonach oraz w chińskich fletach poprzecznych dizi.